# أركان الحرب

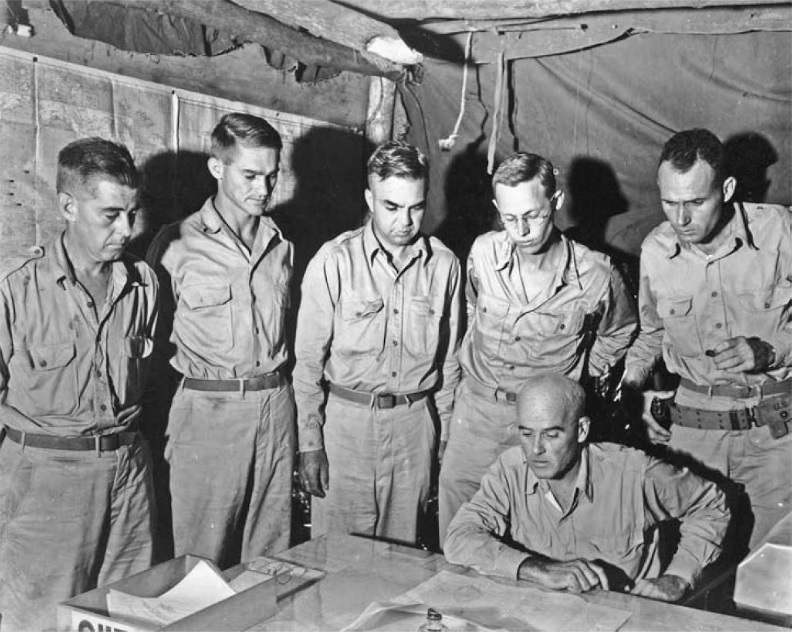

أركان الحرب أو ركن الحرب أو (بالإنجليزية: Staff Officer)‏، ويطلق عليها أيضا الأركان العسكرية أو الأركان العامة هو لقب لفئة متخصصة من الضباط المعاونين لقائد التشكيل العسكري في الشؤون العسكرية الفنية. ويتدرب خلالها الضابط على العمل في مركز قيادة يضم مختلف التخصصات (المشاة، المدفعية، الاتصالات، الجوية).
تعمل هذه المجموعة من الضباط على تحليل البيانات الآتية من الفرق الميدانية ومعالجتها وتكتب على شكل تقارير ومن ثم رفعها إلى القائد الأعلى للقوات المسلحة فيقومون بالنيابة عنه بالتواصل مع الميدانيين والتفاهم معهم والإشراف على الإداريين والمكتبيين.

## اللقب العسكري
يطلق على كبار الضباط الأكفاء الحاصلين على ماجستير العلوم العسكرية من كليات القادة والأركان لقب ضابط ركن، وتتواجد تلك الكليات في عدة دول مثل:
- كلية القيادة والأركان العامة للجيش الأمريكي.
- كلية القادة والأركان البريطانية.
- كلية الأركان المشتركة العراقية.
- كلية القادة والأركان المصرية.
- كلية القادة والأركان السعودية.
- كلية القيادة والأركان المشتركة الإماراتية.
- كلية القيادة والأركان الملكية الأردنية.
- كلية القيادة والأركان المشتركة السودانية.
- كلية الأركان الموريتانية

## الغرض
الغرض الرئيسي منها بكونها حلقة الوصل بين القيادة والميدان هو تقديم معلومات دقيقية في وقتها الذي يجدر بها أن تتوفر فيه للمساعدة على صنع القرار.